# Arqueologia histórica
A Arqueologia Histórica tem sua definição ainda em debate, principalmente por possuir duas principais vertentes, a vertente da América (que compreende a América Latina e América do Norte) e a vertente Europeia (que é majoritária em grande parte da Europa, mas não toda ela). A vertente europeia diz que a Arqueologia Pré-Histórica seria a arqueologia dos grupos humanos sem escrita, enquanto a Arqueologia Histórica trata a cultura material dos grupos humanos com escrita. Considerando ineficiente a divisão das “arqueologias” somente no que tange à escrita, assim, foi proposto distingui-las através da formação do Mundo Moderno, que se inicia com a expansão europeia nas grandes navegações e coincide com a consolidação do sistema capitalista e de uma nova ordem social.

## Histórico
A expressão consolidou-se na década de 1960, nos Estados Unidos da América e na Europa.

## Leituras adicionais
- GHENO, D. A.; MACHADO, N. T. G. Arqueologia Histórica – Abordagens
- FUNARI, P.P.A. A Arqueologia Histórica em uma perspectiva mundial. In Arqueologia da Sociedade Moderna na América do Sul, Cultura Material, Discursos e Práticas. Andrés Zarankin e María Ximena Senatores (orgs), Buenos Aires, Ediciones del Tridente, 2002, 107- 116